# Universele Synode van Ingelheim
De Universele Synode van Ingelheim startte op 7 juni 948 in de toenmalige Remigiuskerk in Ingelheim. Deze synode was door paus Agapitus II bijeengeroepen om in de eerste plaats het schisma op te lossen, dat naar aanleiding van de strijd om de van aartsbisschoppelijke zetel van Reims was ontstaan. De synode werd voorgezeten door de bibliothecaris van de rooms-katholieke Kerk, kardinaal Marinus van Bomarzo. Tevoren hadden respectievelijk in november 947 in Verdun en in begin 948 in Mouzon twee andere synodes zich over dit schisma gebogen, maar men was er niet in geslaagd een oplossing te vinden. 
Sinds 932 maakte zowel Hugo van Vermandois als Artald van Reims aanspraak op de titel van aartsbisschop van Reims. Hugo werd bijgestaan door zijn oom Hugo de Grote, de hertog van Francia uit de machtige familie van de Robertijnen. Artald van Reims was de favoriet van Karolingische koning Lodewijk IV van Frankrijk en Otto de Grote. De koningen Lodewijk IV van Frankrijk en Otto de Grote waren persoonlijk aanwezig, Hugo van Vermandois was afwezig en was zelfs niet vertegenwoordigd. De synode besloot om Artald van Reims te erkennen als de rechtmatige aartsbisschop van Reims. Bovendien werd de strijd van Hugo de Grote tegen zijn leenheer Lodewijk IV door de synode scherp veroordeeld.
Naast deze hoofdvragen heeft de synode ook besluiten genomen omtrent de oprichting van missioneringsbisdommen in Scandinavië, waarbij de aanwezigheid van de bisschoppen Liopdag van Ribe, Oredo van Sleeswijk en Reginbrand van Århus kan worden verklaard. Deze laatsten werden zelfs tijdens de synode tot de bisschop gewijd. Bovendien heeft de synode het uitgestrekte eigenkerk-recht van de Ottonen ingeperkt.
Met de aanwezigheid van de koningen van de Oost- en West-Frankische Rijk, 32 aartsbisschoppen en bisschoppen en andere kerkelijke hoogwaardigheidsbekleders, is deze synode een van de belangrijkste bijeenkomsten die plaatsvonden in Ingelheim en benadrukt deze synode het belang van Ingelheim als een van de belangrijkste politieke centra van het rijk.

## Deelnemers
Behalve Lodewijk IV van Frankrijk, Otto de Grote en Marinus van Bomarzo geven de Regesta Imperii als deelnemer aan de Synode de volgende aartsbisschoppen en bisschoppen:
1. Frederik van Mainz
2. Ruotbert van Trier
3. Wigfried van Keulen
4. Artald van Reims
5. Adaldag van Hamburg
6. Herold van Salzburg
7. Richgowo van Worms
8. Ulrich van Augsburg
9. Bernhard van Halberstadt
10. Diethard van Hildesheim
11. Koenraad van Konstanz
12. Starchand van Eichstätt
13. Diederik I (Dudo) van Paderborn
14. Reginbald van Speyer,
15. Poppo I van Würzburg,
16. Adalbero I van Metz
17. Gozlin van Toul,
18. Berengar van Verdun,
19. Balderik van Utrecht
20. Dodo van Osnabrück
21. Eberis van Minden,
22. Hildebold van Münster
23. Varaberd van Tongeren,
24. Fulbert van Kamerijk,
25. Raoul van Laon,
26. Michael van Regensburg
27. Adalbert van Passau
28. Liopdag van Ribe,
29. Oredo van Sleeswijk,
30. Reginbrand van Århus,
31. Wichard van Bazel (twijfelachtig)